# Monalocoris filicis
Monalocoris filicis är en insektsart som först beskrevs av Carl von Linné 1758.  Monalocoris filicis ingår i släktet Monalocoris och familjen ängsskinnbaggar. Arten är reproducerande i Sverige. Inga underarter finns listade i Catalogue of Life.